# Рада безпеки Республіки Казахстан
Рада Безпе́ки Республіки Казахстан — конституційний консультативно-дорадчий орган при Президенті Казахстану.

## Законодавча регламентація
Діє на підставі Конституції та відповідного Закону Республіки, а також Указів Президента Казахстану.

## Повноваження
1. Забезпечення умов для здійснення Президентом повноважень у сфері забезпечення державної безпеки;
2. Формування державної політики в галузі забезпечення державної безпеки та контроль за її втіленням;
3. Внесення пропозицій та рекомендацій Президенту для прийняття рішень щодо питань внутрішньої та зовнішньої політики в галузі забезпечення національної безпеки.
4. Підготовка рекомендацій щодо підписання, виконання чи денонсування міжнародних угод Республіки Казахстан, що торкаються національних інтересів держави.

## Керівництво
- Голова Ради — Токаєв Касим-Жомарт Кемельович[1]
- Секретар Ради - Касимов Калмуханбет Нурмуханбетович.[2]

## Склад
Постійними членами Ради Безпеки за посадою є: Прем'єр-Міністр, Глава адміністрації Президента, Секретар Ради Безпеки, Голова Комітету національної безпеки, Міністр іноземних справ, Міністр оборони.
Членами Ради Безпеки за посадою: Голова Парламенту, Голова Сенату Парламенту, директор Служби зовнішньої розвідки, Міністр внутрішніх справ, Голова Комітету начальників штабів Міністерства оборони республіки.